# Franco Baucè
Franco Baucè (Vercelli, 6 febbraio 1930) è un ex calciatore italiano, di ruolo difensore.

## Carriera
Dopo aver partecipato a due campionati di Serie C con la maglia della Pro Vercelli, club della sua città natale, nella stagione 1952-1953 ha giocato 33 partite in Serie B con il Fanfulla.
A fine anno è passato al Como, con cui ha giocato nella serie cadetta anche nel corso della stagione 1953-1954 (in cui ha segnato un gol in 20 partite di campionato giocate) e della stagione 1954-1955.
Nella stagione 1955-1956 ha invece disputato 29 gare in Serie B con la maglia della Salernitana, segnando anche un gol, mentre nel'annata seguente ha giocato 26 partite in Serie C sempre con la squadra granata.
In seguito ha giocato anche con il Cagliari, in prestito in Serie C, e con il Vigevano (4 presenze in Serie B nella stagione 1958-1959).
Ha chiuso infine la carriera giocando una partita in Serie C con la Pro Vercelli nella stagione 1959-1960.
In carriera ha giocato complessivamente 86 partite in Serie B, con 2 gol segnati.